# 朱誠澮
郃陽悼安王朱誠澮（1456年4月21日—1499年9月21日），明朝秦藩第三代郃陽王，郃陽惠恭王朱公鏜的庶第三子。

## 生平
景泰七年三月十七日（1456年4月21日）生。成化元年六月二十日（1465年7月13日），封鎮國將軍。
弘治七年（1494年），郃陽溫穆王朱誠泓去世，無嗣。其後，朱誠泓庶第二弟鎮國將軍朱誠汾請求襲封，但冊命未下即卒。其後，朱誠汾之子朱秉橘請求襲封，但未獲允許。
弘治十二年（1499年），明孝宗命朱誠澮襲封郃陽王，但尚未受冊即於八月十七日（9月21日）去世，享年四十四歲。十二月，禮部向明孝宗請示朱誠澮的喪葬禮儀，明孝宗命依照郡王事例辦理。弘治十三年十一月十五日（1500年12月5日），追冊為郃陽王，賜諡悼安。正德三年（1508年）十二月，其嫡長子輔國將軍朱秉檄獲准襲爵。

## 家庭

### 妻
- 馮氏（1460年－1501年），長安縣望族馮鑑之女，成化十一年（1475年）封鎮國將軍夫人，弘治十二年（1499年）九月冊為郃陽王妃。[5]

### 子
- 嫡長子：輔國將軍→郃陽安僖王朱秉檄[6]

## 墓葬
弘治十四年十二月初二日（1502年1月10日），朱誠澮葬于陝西西安府咸寧縣韋曲里鴻固鄉。1965年2月，朱誠澮夫婦的壙誌在西安市南郊曲江池出土，現藏西安碑林博物館。

[蓋文]
欽賜郃陽悼安王壙誌

[誌文]
欽賜郃陽悼安王壙誌文

王諱誠澮，郃陽惠恭王之子也。母雍氏。景

　　泰七年三月十七日庶生。成化元年六月

　　二十日，封鎮國將軍。弘治十二年九月十

　　六日，

准襲封為郃陽王。方將遣使受

冊，弘治一二年八月十七日，以疾薨，享年四十

　　有四。弘治十三年十一月十五日，

冊封為郃陽王。上

聞訃，遣官諭祭祀，謚曰悼安，特命有司致葬如

　　制。

　東宫及文武官皆致祭焉。以弘治十四年十

　　二月初二日，葬于咸寧縣韋曲里鴻固鄉

　　父郃陽惠恭王壙傍。生子一，

賜名曰秉檄，封輔國將軍，已經具

　奏承襲郃陽王爵。嗚呼！王以宗室之親，享有

　　榮貴。夫何一疾，遂至不起，豈非命耶？爰述

　　其㮣，納諸幽壙，用垂不朽云。